# Денисов, Георгий Апполинарьевич
Гео́ргий Апполина́рьевич Дени́сов (8 января 1909, Черновское, Пермская губерния — 1996, Москва) — советский государственный и партийный деятель, дипломат.

## Биография
Георгий Денисов родился 8 января 1909 года в семье рабочего в с. Черновское Черновской волости Оханского уезда Пермской губернии, ныне село — административный центр Черновского сельского поселения Большесосновского района Пермского края).
До 1920 года жил у родителей, а после смерти отца в 1919 году воспитывался в детских домах. В 1923 году вступил в комсомол. Окончил школу-семилетку.
После учёбы в Пермской судомеханической школе водного транспорта (1924 — май 1928) работал масленщиком на пароходе Юрьевского агентства Верхне-Волжского госпароходства в городе Юрьевце Ивановской области.
С 1928 года член ВКП(б), в 1952 году партия переименована в КПСС.
В 1928—1929 годах — председатель завкома профсоюза завода «Старый Бурлак» (Пермь),
В апреле — октябре 1929 года — секретарь Нердвинского райкома ВЛКСМ.
В октябре 1929 — марте 1930 года — секретарь Чёрмозского райкома ВЛКСМ.
В марте — июле 1930 года — секретарь Чусовского горкома ВЛКСМ Уральской области.
В июле — августе 1930 года — заведующий отделом образования и быта Пермского окружкома ВЛКСМ.
В августе — сентябре 1930 года — инструктор Пермского городского комитета ВКП(б).
В сентябре — ноябре 1930 года — заведующий организационным отделом комитета ВКП(б) водного транспорта.
В ноябре 1930 — ноябре 1931 года — заместитель заведующего Отделом образования и быта Пермского городского комитета ВЛКСМ.
Учился в авиационном техникуме города Перми, где получил диплом техника по холодной обработке металла.
В июне 1932 — феврале 1933 года. — помощник директора завода № 19 по технической пропаганде (Пермь).
В феврале — июле 1933 года — председатель фабрично-заводского комитета завода № 19.
В 1932—1933 годах — учился в техникуме механизации сельского хозяйства.
В июле — ноябре 1933 года — помощник начальника Политического отдела Красноуфимской машинно-тракторной станции (Уральская область).
В ноябре 1933 — феврале 1936 года — партийный организатор ЦК ВКП(б) завода № 19, секретарь комитета ВКП(б) завода «Старый Бурлак».
В феврале 1936 — мае 1937 года — второй секретарь Краснокамского районного комитета ВКП(б), секретарь комитета ВКП(б) Камского целлюлозно-бумажного комбината.
В мае 1937—1938 гг. — первый секретарь Краснокамского городского комитета ВКП(б).
В 1938—1939 годах — заведующий отделом руководящих партийных органов Пермского областного комитета ВКП(б).
В 1939—1942 годах — секретарь Пермского, второй секретарь Молотовского областного комитета ВКП(б).
В 1942 году — ответственный организатор ЦК ВКП(б).
С 4 мая 1942 по 29 ноября 1948 года — первый секретарь Чкаловского областного комитета ВКП(б).
В 1949—1950 годах — слушатель Курсов первых секретарей обкомов при Академии общественных наук ЦК ВКП(б).
В 1950 году — инспектор ЦК ВКП(б).
В мае 1950 — апреле 1955 года — первый секретарь Курганского областного комитета ВКП(б) (с 1952 — КПСС).
В 1955—1959 годах — первый секретарь Саратовского областного комитета КПСС.
В 1957 году заочно окончил Высшую партийную школу при КПСС.
С июля 1959 по май 1960 года — заведующий сельскохозяйственным отделом ЦК КПСС по союзным республикам.
С 25 мая 1960 по 12 января 1963 года — чрезвычайный и полномочный посол СССР в Болгарии, 22 июня 1960 года — вручение верительных грамот.
С 12 января 1963 по 19 января 1966 года — чрезвычайный и полномочный посол СССР в Венгрии, 8 февраля 1963 года — вручение верительных грамот.
В 1966—1975 годах — заместитель председателя Государственного комитета Совета Министров СССР по профессионально-техническому образованию.
С 1975 года — на пенсии.
Член ЦК КПСС (1952—1966), делегат XVIII (1939) съезда ВКП(б), XIX (1952), XX (1956) и XXII (1961) съездов КПСС. Депутат Верховного Совета СССР IV и V созывов; Верховного Совета РСФСР III и IV созывов; Курганского городского и областного Советов депутатов трудящихся.
Георгий Аполлинарьевич Денисов умер в 1996 году в Москве. Похоронен на Кунцевском кладбище (уч. 10) Москвы.

## Награды
- Орден Ленина (3 марта 1959).
- Орден Трудового Красного Знамени[2].
- Медаль «За победу над Германией в Великой Отечественной войне 1941—1945 гг.».
- Медаль «За доблестный труд в Великой Отечественной войне 1941—1945 гг.»[3].

## Дипломатический ранг
Чрезвычайный и полномочный посол (1960).

## Семья
- Супруга: Елена Трофимовна (1909—1988).
- Дети: Нинель Георгиевна, Альберт Георгиевич, Андрей Георгиевич (1950—1988).